# François Dufault
François Dufault, auch De Fault, Du Faux und Du Faut (* vor 1604 (?) in Frankreich; † nach 1672 (möglicherweise in London)), war ein französischer Lautenist und Komponist.

## Leben
Als Schüler von Denis Gaultier genoss er einen ausgezeichneten Ruf als Instrumentalist, was durch viele zeitgenössische Quellen belegt ist, in denen er als einer der großen Lautenisten seiner Zeit bezeichnet wird. Über sein Leben ist nahezu nichts bekannt, möglicherweise hat er sich Ende der 1660er Jahre in England aufgehalten.
Von ihm liegt eine Sammlung von zwölf Lautenkompositionen in Tabulatur vor, daneben etliche einzelne Werke in Handschrift oder anderen Zusammenstellungen. Danach nahm er sich viele harmonische Freiheiten und schrieb einen nahezu improvisatorischen Stil. Eine seiner Suiten (in g-Moll) schließt mit einem Tombeau zum Gedenken an Lautenisten Monsieur Blancrocher. Seine kombinatorische Arbeit mit Motiven stellt einen wichtigen Beitrag zur Lautenmusik des 17. Jahrhunderts dar.